# Lipaia
Lipaia falu Romániában, Erdélyben, Fehér megyében. Közigazgatásilag Bisztra községhez tartozik.

## Fekvése
Bisztra közelében, Hudricești mellett fekvő település.

## Története
Lipaia korábban Hudricești része volt, 1956 előtt vált külön 245 lakossal.
1966-ban 234, 1977-ben 257, 1992-ben 198, 2002-ben pedig 156 román lakosa volt.